# 迷探偵ドルーピー西部の早射ち
『迷探偵ドルーピー西部の早射ち』（めいたんていドルーピーせいぶのはやうち、原題：Wild And Woolfy, 公開：1945年11月3日）は、アメリカ合衆国の映画会社メトロ・ゴールドウィン・メイヤー (MGM) に所属していたアニメーターのテックス・アヴェリーによる作品のひとつ。

## スタッフ
- 監督 - テックス・アヴェリー
- 制作総括 - フレッド・クインビー  (初公開版のみクレジット無し)
- アニメーション制作 - レイ・エイブラムズ、プレストン・ブレア、エド・ラブ、ウォールター・クリントン（初公開版のみクレジット）
- 脚本 - ヘック・アレン
- 音楽 - スコット・ブラッドリー

## 内容
西部のある町で悪党のオオカミがのさばっていた。彼は酒場に押し入り町の保安官などへ銃を乱射。挙句の果てに酒場で歌う美女を誘拐するという悪事を働く。そこでオオカミを捕らえるべく「懸賞付き逮捕レース」がスタート。ドルーピーもこれに加わり、捕物が繰り広げられる。
何故かオープニングの「droopy」が表示されなかった。

## 登場するキャラクター
ドルーピー
今回は探偵（賞金稼ぎ）役。オオカミの前へ神出鬼没に現われ翻弄する。旧地上波版以外では「むっつりワン君」と呼ばれる。
オオカミ
西部の町にのさばる悪党。女好きで粗暴だが、金銭にはあまり執着せず、金よりもアイスキャンディ（旧地上波版ではペロペロキャンディ）を好むお茶目な面も。ドルーピーが近くにいると、給仕を呼んでドルーピーをつまみ出させるが、最後はドルーピーにハンマーで殴られた後、ドルーピーの求めで呼び出した給仕につまみ出される。
馬
オオカミの愛馬であり相棒。アイスキャンディが好物で、入れ歯をはめている。旧地上波版ではメスだが、現在ではオス。蹄は靴である。オオカミの馬は白だが、ドルーピーは青緑、それ以外は茶色である。
美女
初期のドルーピー作品でたびたび登場する歌手。人間の姿をしている。
アイス屋
美女同様、人間の姿をしている。ルート66でアイスキャンディを売っている。
給仕
オオカミが押し入った店の従業員。オオカミの求めでどこからともなく現われ、ドルーピーをつまみ出すが、最後はドルーピーの求めでオオカミをつまみ出す。
町の住民
賞金稼ぎや保安官など。給仕を含め犬を擬人化したキャラクター。旧地上波版では鹿児島弁を用いている。

## 収録ソフト
- トムとジェリー ドルーピーといっしょ VOL1（VHS）
- 迷探偵ドルーピーの大追跡 編（DVD）
- トムとジェリー VOL2 特典映像（DVD）